# Néstor Torres
Néstor Torres (Mayagüez, Puerto Rico, 25 de abril de 1957) es un flautista puertorriqueño de jazz ganador del premio Grammy Latino Mejor álbum de música instrumental pop por su trabajo This Side of Paradise en el año 2000.
Estudió en Berklee College of Music, Mannes School of Music en Nueva York y posteriormente en el Conservatorio de Música de Nueva Inglaterra en Boston. La carrera de Torres incluye colaboraciones con Herbie Hancock, Tito Puente y Gloria Estefan, así como actuaciones con las Orquestas Sinfónicas de The New World, Cleveland y Singapur. Ha lanzado 15 CD hasta la fecha y ha obtenido 4 nominaciones al Grammy Latino, 1 Premio Grammy Latino y una nominación al Grammy. Su forma de tocar incorpora una mezcla heterogénea de jazz latino, pop, jazz directo y estilos clásicos. Ha sido descrito como "una mezcla exótica de estilos que lleva al oyente a través del jazz americano, brasileño y afrocubano".

## Primeros años e influencias
Nacido en la ciudad de Mayagüez, Puerto Rico, Néstor Torres se inspiró para dedicarse a la música a su padre, Néstor Ramón, un músico que tocaba el piano, además del vibráfono y el órgano Hammond, y quien se distinguió como pionero tanto del jazz latino como de la televisión (como camarógrafo y sonidista) en Puerto Rico a principios de los años 60. Torres Sr. era sobrino de Ruth Fernández, cantante y figura icónica en América Latina conocida como “El alma de Puerto Rico hecha canción” (El Alma de Puerto Rico Hecha Canción). Su madre, Providencia, maestra jubilada y empresaria, expuso a Torres a la ópera y la música de Nat King Cole, mientras que su abuelo, Conrado Forestier, un respetado líder empresarial y comunitario en Mayagüez, fue una influencia a través de su ejemplo como líder comunitario.
Torres comenzó a tocar la batería a los 5 años y la flauta a los doce, cuando comenzó sus estudios musicales en la Escuela Libre de Música de Mayagüez durante sus años de secundaria y preparatoria. Graduado de la escuela secundaria a los 16 años, estudió flauta y educación musical durante 2 años en la Universidad Interamericana en San Germán, luego de estudios de verano en Berklee College of Music en Boston.

## Trayectoria musical
Nueva York – Cuando aún era adolescente, Néstor Torres se mudó con su familia a la ciudad de Nueva York, donde estudió en la Escuela de Música Mannes. Durante ese tiempo, también aprendió a improvisar en un estilo de música bailable cubana llamado 'Charanga' mientras tocaba con algunas de las mejores bandas latinas del momento (Típica Ideal, Conjunto Libre, Orquesta América, Típica Novel) en el baile más popular de la ciudad de Nueva York. clubes de la época. El joven flautista llamó la atención; pronto Torres estaba grabando y tocando con artistas como Tito Puente, Ray Barretto, Larry Harlow y Hector Lavoe, entre muchos otros. Después de un año y medio en Mannes, se tomó un año de descanso de la escuela mientras grababa y hacía giras por Nueva York y América Latina, y luego continuó sus estudios en el Conservatorio de Música de Nueva Inglaterra en Boston. A lo largo de este período, sus maestros incluyeron a John Wummer, David Barg, Sam Baron, Andras Adorjan, Ran Blake y Claude Monteux. Cuando tenía 23 años, Néstor Torres tenía 4 álbumes como solista a su nombre: 'Colombia en Charanga', 'Entre Amigos' (con el pianista colombiano Joe Madrid), 'Afro Charanga Vol.2' y 'No Me Provoques'. Además, es durante este período que Torres realiza un trabajo pionero con el conjunto puertorriqueño conocido como “Batacumbele”.(4)

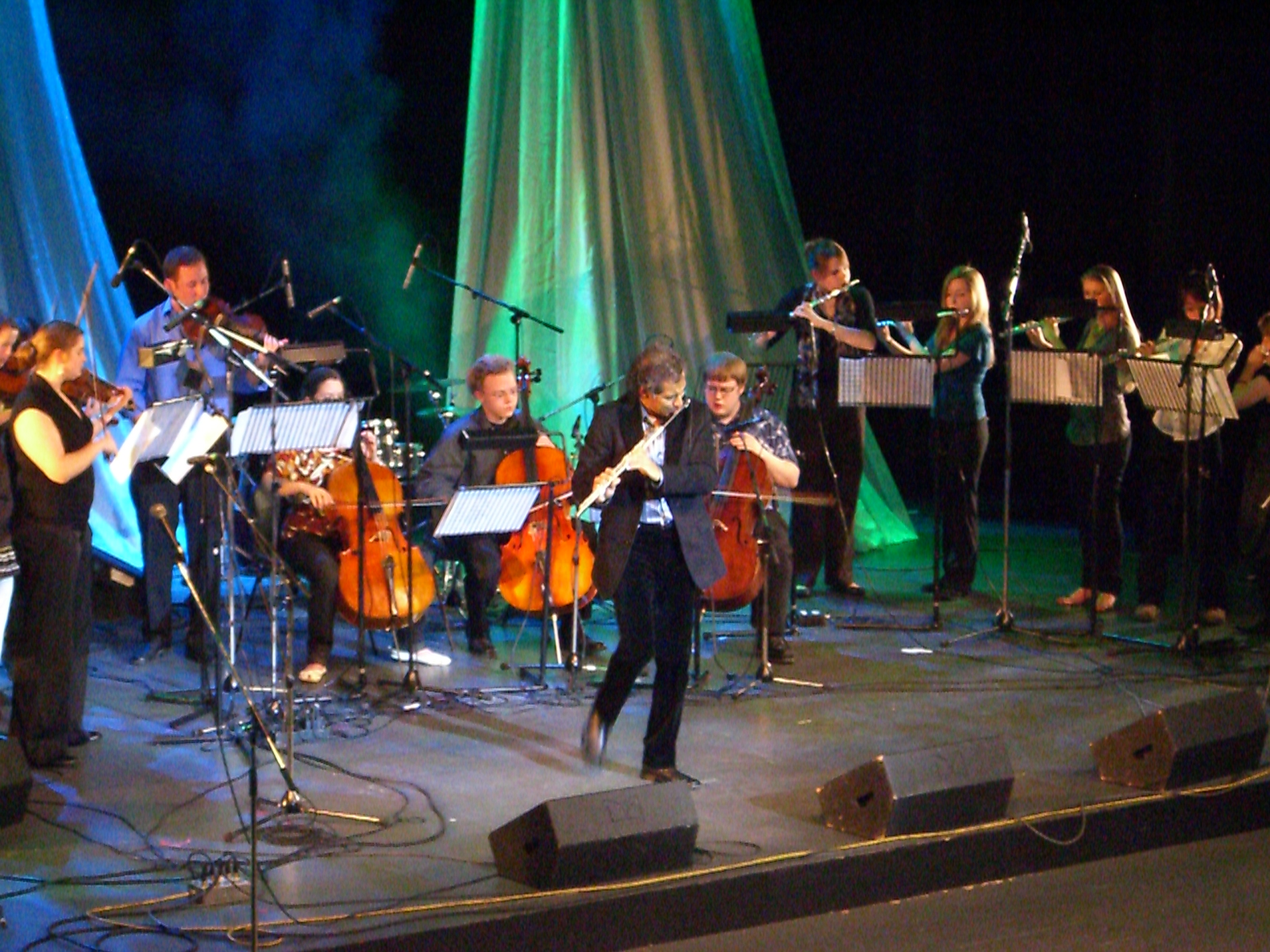
Néstor Torres

Miami – Mientras aún estaba en la ciudad de Nueva York, Néstor Torres se unió al grupo Charanga ‘Hansel & Raul’, realizando giras y grabando sus primeros 3 álbumes. Poco después de unirse, la banda se mudó a Miami y le pidió a Torres que los siguiera. Aceptó y se mudó al sur de Florida en 1982,  donde eventualmente se iría solo como solista, desarrollando su propio sonido más allá de la música latina y obteniendo un devoto seguimiento en el proceso. Su "gran oportunidad" llegó en 1984, cuando los organizadores de un festival en Miami Beach se encontraron sin música, con el candidato presidencial demócrata Walter Mondale a sólo unos minutos de distancia. Había una banda disponible, pero les llevaría un tiempo precioso montarla y necesitaban música de inmediato. Torres comenzó a tocar un solo de flauta de inmediato mientras su banda se preparaba, convirtiéndose en una sesión improvisada que salvó el día. Después de eso, comenzaron a llegar ofertas de trabajo.(5) Su éxito en Miami se hizo nacional en 1987 con su primera aparición en el Today Show de NBC, e internacional con el “Super Sounds Japan Tour” con Herbie Hancock y Wayne Shorter en 1988. Ese fue seguido por el lanzamiento de su primer álbum importante de jazz en solitario, 'Morning Ride', y su primer especial de televisión en la filial de NBC de Miami, "Nestor Torres: A Matter Of Pride".
El accidente
Para el 1990 Néstor Torres ya era un artista internacional consolidado trabajando en la producción de su segundo álbum de Jazz, cuando fue invitado a participar en una carrera de botes de celebridades con Chuck Norris, Kurt Russell y Don Johnson programada para el 12 de mayo de ese año. Rodeando la Bahía de Biscayne al volante, en el primer giro otro barco chocó contra el suyo, voló y cayó sobre Torres. El accidente de navegación lo dejó con diecinueve fracturas en las costillas, ambas clavículas rotas, hombro izquierdo dislocado, así como una fractura en el omóplato izquierdo y un pulmón colapsado, lo que le hizo perder una cuarta parte de su capacidad pulmonar en ese momento. Le tomó varios meses recuperarse, y era cuestionable si recuperaría su plena capacidad como músico. Sin embargo, Torres no sólo continuó con su carrera, sino que entró en una fase aún más productiva. Además de lanzar cuatro álbumes más, participó en un documental que detalla la vida del (legendario bajista cubano) Cachao, Cachao: Como su ritmo no hay dos (Cachao: No Rhythm Like His), grabado en el CD Mi Tierra de Gloria Estefan y presentado con ella en The Grammy Awards Show, e incluso debutó como vocalista; primero en su álbum de 1996 'Talk To Me' y más tarde en su álbum ganador del Grammy Latino de 2001 'This Side of Paradise' con el que, una década después de su roce con la muerte, el arduo trabajo y el excelente arte de Torres fueron reconocidos cuando ganó un Premio Grammy Latino al Mejor Álbum Instrumental Pop. 
Premio Grammy Latino el 11 de septiembre
Su producción This Side Of Paradise ganó el premio Grammy Latino en la categoría Pop instrumental el 11 de septiembre de 2001. Los premios debían haberse entregado en el Shrine Auditorium de Los Ángeles, CA con una transmisión nacional de CBS ese martes, pero fue cancelada. debido a los ataques terroristas de esa mañana. En cambio, los ganadores fueron anunciados en una conferencia de prensa el 30 de octubre en el Conga Room. Torres dice: “Acepté este gran honor no como un reconocimiento al trabajo ya realizado, sino más bien como un punto de partida y referencia desde el cual mi música y mi trabajo podrían inspirar esperanza y humanidad en el corazón de cada oyente.”
Actuaciones para el Dalai Lama
En 2004, el Centro para el Estudio de la Espiritualidad de la Universidad Internacional de Florida le encarga a Néstor Torres componer e interpretar “El Sutra del loto de la ley maravillosa” con motivo de la conferencia del Dalái lama titulada Compasión – La fuente de la felicidad en el Golden Panther. Arena en FIU-University Park el 22 de septiembre de 2004. El martes 26 de octubre de 2010 en Temple Emanu-El, Torres volvió a presentar un musical. interludio dedicado al Dalái lama, esta vez su propia composición “La Oración de San Pedro”. Compartiendo escenario con el Lama budista estaban representantes de la fe judía, así como de las iglesias católica y protestante, el Islam, el hinduismo, el jainismo y el taoísmo.

## Género
Él describe su estilo musical como "pop instrumental con un toque de Latin Jazz".
Su interpretación incorpora una amplia gama de influencias, incluyendo jazz latino, pop, jazz tradicional y estilos clásicos. Ha sido descrito como "una mezcla exótica de estilos que lleva al oyente a través del jazz estadounidense, brasileño y afrocubano". Incluso hoy en día, su enfoque al tocar sigue siendo muy rítmico y melódico.

## Álbumes
- Mis Primeras Canciones - 1980
- Morning Ride - 1989
- Dance of the Phoenix - 1990
- Burning Whispers - 1994
- Talk to Me - 1996
- Treasures of the Heart - 1999
- This Side of Paradise - 2000
- Mi Alma Latina - 2002
- Sin Palabras - 2004
- Dances, Prayers & Meditations For Peace - 2006
- Nouveau Latino - 2008